# Libiszów (gromada)
Libiszów – dawna gromada, czyli najmniejsza jednostka podziału terytorialnego Polskiej Rzeczypospolitej Ludowej w latach 1954–1972.
Gromady, z gromadzkimi radami narodowymi (GRN) jako organami władzy najniższego stopnia na wsi, funkcjonowały od reformy reorganizującej administrację wiejską przeprowadzonej jesienią 1954 do momentu ich zniesienia z dniem 1 stycznia 1973, tym samym wypierając organizację gminną w latach 1954–1972.
Gromadę Libiszów z siedzibą GRN w Libiszowie utworzono – jako jedną z 8759 gromad na obszarze Polski – w powiecie opoczyńskim w woj. kieleckim, na mocy uchwały nr 13g/54 WRN w Kielcach z dnia 29 września 1954. W skład jednostki weszły obszary dotychczasowych gromad Libiszów, Libiszów kolonia, Idzikowice i Brzuza ze zniesionej gminy Opoczno w tymże powiecie. Dla gromady ustalono 12 członków gromadzkiej rady narodowej.
31 grudnia 1959 do gromady Libiszów przyłączono wsie Buczek i Podlesie, gajówkę Zapowiedź oraz kolonię Buczek ze zniesionej gromady Dęba oraz wsie Międzybórz i Sobawiny ze zniesionej gromady Wola Załężna.
Gromadę zniesiono 1 stycznia 1969, a jej obszar włączono do gromad Radzice (wsie Brzuza i Idzikowice) i Bukowiec Opoczyński (wsie Buczek, Międzybórz, Libiszów, Libiszów Kolonia i Sobawiny).